# Espartera
Espartera és un despoblat del terme municipal d'Onda. També se'l va conèixer amb el nom de Devesa del Comendador, ja que era propietat del Comendador de l'Orde de Montesa.
Aquesta aldea estigué ubicada al nord-est de la vila d'Onda, a prop del riu de Millars, però en l'actualitat es desconeix el seu emplaçament exacte. Madoz, al seu Diccionario Geográfico-Estadístico de España y sus posesiones de ultramar (1849) assegura que al seu voltant hi havia unes llomes amb abundància d'espart, i d'ací el seu nom. També assegura que era abundant la cacera de conills i de llebres.